# Los Olivillos
Los Olivillos es una urbanización y barrio de la ciudad de San Roque (Cádiz), España. Se extiende por toda la zona norte y noroeste del casco urbano.

## Arquitectura
La urbanización está conformada por 501 viviendas dispuestas en galerías longitudinales de dos plantas. Construida sobre un antiguo campo de olivos, al cual debe su nombre, fue inaugurada en el año 1982. Desde 2010 es objeto de reformas, como parte del Plan Proteja de la Junta de Andalucía.
Con un diseño de ciudad lineal, su eje principal es la calle peatonal Vicente Aleixandre, de 500 metros de longitud (36°12′48″N 5°23′14″O / 36.213342, -5.387320). Todas las calles y plazas del barrio nombran a artistas andaluces: escritores como Juan Ramón Jiménez o Federico García Lorca, pintores como Pablo Picasso o Bartolomé Esteban Murillo y músicos como Manuel de Falla tienen su reconocimiento en las calles de Los Olivillos.

## Estadio
En Los Olivillos está situado el Polideportivo Los Olivillos, estadio de fútbol y fútbol sala y actual campo local del Club Deportivo San Roque.

## Fiestas

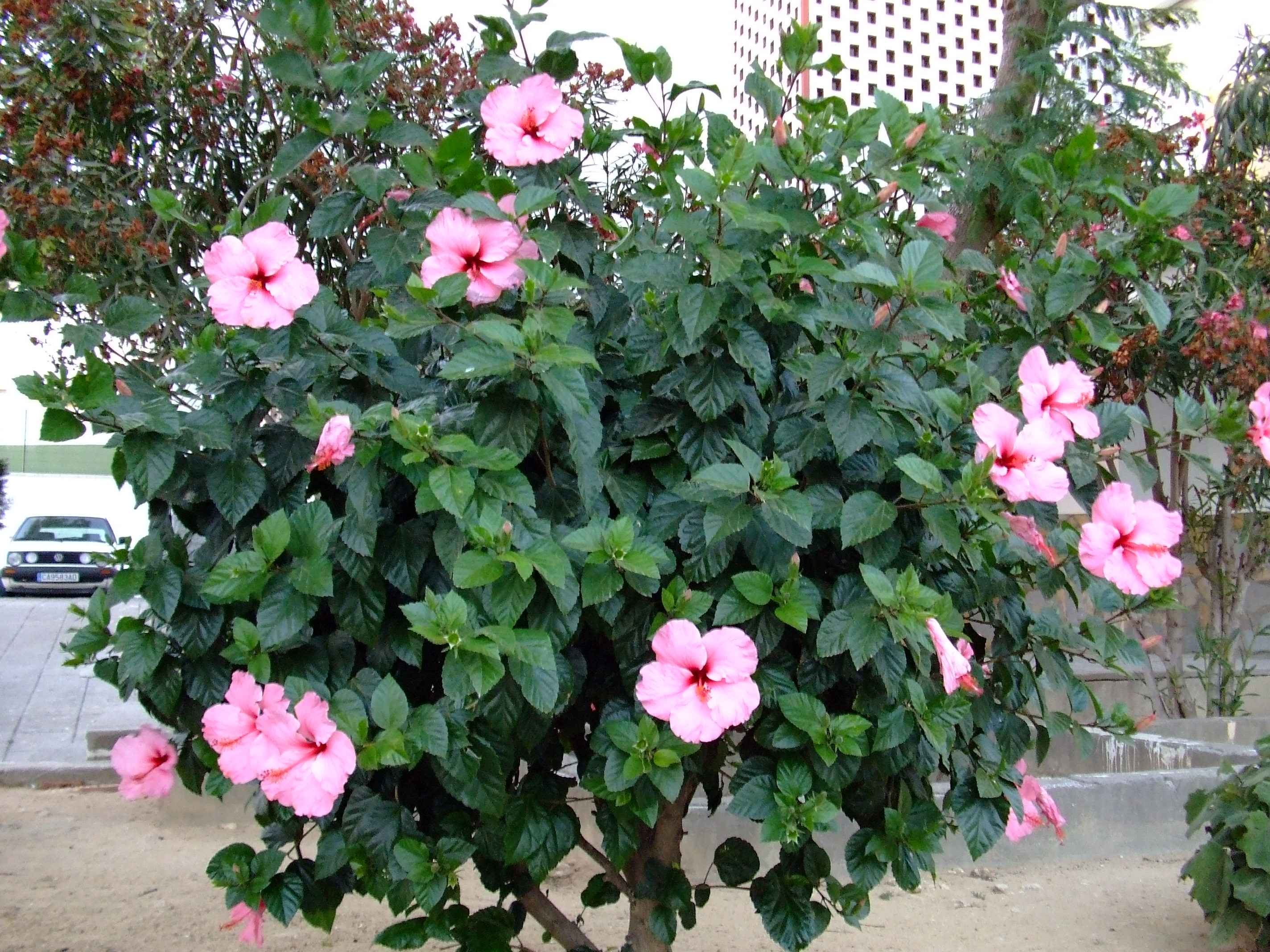
Arbusto floral en Los Olivillos.

El Recinto Ferial El Ejido, en el cual se celebra cada mes de agosto la Feria Real de San Roque, está situado junto a Los Olivillos, e incluso se le llega a considerar como parte de este barrio. En este espacio también tiene lugar el mercadillo de San Roque todos los domingos.
El Ayuntamiento de la ciudad tiene planeado construir un nuevo recinto ferial en una zona actualmente no urbanizada, situada al norte del casco urbano de San Roque. De este modo, la feria de 2012 sería la última que tendrá lugar en El Ejido.

## Comunicaciones
Los Olivillos limita al norte con la CA-9202, carretera de acceso a la Fuente María España, la zona residencial de El Albarracín y el Pinar del Rey. Al este con la Calle La Cruz, que separa Los Olivillos de Simón Susarte. Al sur, con el mercado municipal Diego Ponce, el recinto ferial El Ejido y el Parque Los Olivillos. La superficie situada al oeste de Los Olivillos no está urbanizada.
El Servicio de Transporte Urbano de San Roque cuenta con dos paradas en Los Olivillos, una en la calle La Cruz en el Colegio Maestro Apolinar, la otra en la calle Antonio Machado en el cruce con la calle Herradura, en el recinto ferial. Ambas son paradas de la línea circular del Albarracín.
| Líneas de autobús con parada en Los Olivillos | Líneas de autobús con parada en Los Olivillos | Líneas de autobús con parada en Los Olivillos |
| Línea                                         | Trayecto                                      | Empresa                                       |
| --------------------------------------------- | --------------------------------------------- | --------------------------------------------- |
| 1                                             | San Roque Centro-Guadiaro                     | Socibus                                       |
| 3                                             | Campamento-Estación                           | Socibus                                       |